# Fondation hellénique
La Fondation hellénique est l'une des résidences universitaires de la Cité internationale universitaire de Paris. Financée grâce au soutien du gouvernement grec et à une campagne de souscription panhellénique menée par l'ambassadeur de Grèce en France Nikolaos Politis, la Fondation est inaugurée en 1932. Son architecture caractéristique s'inspire de l'architecture de la Grèce antique et du style néoclassique.

## Histoire
En 1926, le fondateur de la Cité internationale universitaire André Honnorat, ancien ministre de l'instruction publique, invite le gouvernement grec à édifier un foyer national à la Cité internationale universitaire. Le gouvernement grec, dont les finances ont été atteintes par la guerre gréco-turque de 1919-1922, ne peut cependant pas financer à lui seul la réalisation du pavillon. Le financement de la Fondation fait donc l'objet d'une campagne de souscription panhellénique menée par l'ambassadeur de Grèce en France Nikolaos Politis, notamment auprès de la diaspora grecque. 
La réalisation de la maison, dont les travaux commencent en 1931, est confiée à l'architecte Nikolaos Zahos, qui s'inspire de l'architecture de la Grèce antique et des codes de l'architecture néoclassique. 
La Fondation hellénique est inaugurée le 23 décembre 1932 et reçoit ses premiers étudiants à partir de 1933. Celle-ci compte à l'origine 67 chambres destinées aux étudiants grecs poursuivant des études d’enseignement supérieur. 
Après le coup d'État du 21 avril 1967 en Grèce, la Fondation hellénique accueille des étudiants ayant fui le nouveau régime militaire. Certains d'entre eux participent au mouvement de mai 68 pour exprimer leur protestation. Le 22 mai, 120 étudiants occupent la Maison et rejettent son administration en profitant du climat insurrectionnel et en s'inspirant des mobilisations françaises. 
La maison dispose du statut de fondation reconnue d’utilité publique. Son conseil d’administration est présidé par l’ambassadeur de Grèce en France.

## Architecture
Réalisé par l’architecte Nikolaos Zahos, la Fondation hellénique rend hommage à l'architecture de la Grèce antique et à l'architecture néoclassique tout en employant des techniques de construction moderne. L’ossature du bâtiment est ainsi réalisée en béton et revêtue de pierre de taille. 
Le bâtiment présente la forme d'un parallélépipède. Sa conception et les détails de son architecture intérieure et extérieure font de nombreuses références à la Grèce antique. Les dimensions de la Fondation (19 x 50 mètres) sont ainsi équivalentes à celles du temple d'Héra à Olympie. La façade de l’entrée principale, aménagée en pignon, dispose d'un porche monumental à colonnade ionique qui reproduit le portique nord de l’Erechteion,.
En 1974, des premiers travaux de rénovation sont réalisés. En 2008, de nouveaux travaux de restauration sont réalisés sous la conduite de l'architecte Yannis Tsiomis.
En 2013, l'extérieur du bâtiment est entièrement rénové.

## Résidents célèbres
- Kostas Axelos, philosophe[2].
- Cornelius Castoriadis, philosophe.
- Theo Angelopoulos, cinéaste.
- Costa-Gavras, cinéaste.
- Constantin Andréou, peintre et sculpteur.
- Pavlos, collagiste, sculpteur et affichiste.